# Шварц, Михаль
Михаль Шварц (ивр. מיכל שוורץ‎; род. 1 января 1950) — израильский нейробиолог, профессор нейроиммунологии в Научном институте Вейцмана. Определила тесную связь между иммунной системой и мозгом как ключевой элемент в функционировании и восстановлении мозга на протяжении всей жизни. Внесла значительный вклад в исследование нейродегенеративных заболеваний, таких как болезнь Альцгеймера и слабоумие.
Михаль Шварц открыла новую роль иммунных клеток в нейрогенезе, ввела термин «защитный аутоиммунитет» и расширила область влияния иммунологии на неврологию. Она была избрана председателем Международного общества нейроиммунологии (ISNI) с 2016 года, а её книга «Нейроиммунитет: новая наука, которая произведёт революцию в том, как мы сохраняем наш мозг здоровым и молодым» получила почетную награду PROSE Awards2016 в области биомедицина и неврология. Её индекс цитирования ученых Google составляет 113 (на 2022 год). Лауреат Премии Израиля в категории «науки о жизни» (2023).

## Биография
Михаль Шварц родилась в Тель-Авиве и выросла в Холоне.
Получила степень бакалавра (с отличием) химии в Еврейском университете в Иерусалиме в 1972 году, далее последовала степень доктора иммунологии в 1977 году в Научном институте Вейцмана.

## Карьера и исследования
В Институте Вейцмана она прошла путь от старшего научного сотрудника кафедры нейробиологии до профессора в 1998 году, а затем в 2016 году была удостоена звания профессора Мориса и Ильзы Кац в области нейроиммунологии.
Работа Михаль Шварц в области нейроиммунологии охватила широкий спектр патологий центральной нервной системы. Она ввела термин " защитный аутоиммунитет " и продемонстрировала роль иммунных клеток, таких как макрофаги и Т-клетки, в восстановлении спинного мозга. Ещё одним направлением её работы было перепрофилирование иммунотерапии рака, (блокаторы PD-1) для лечения нейродегенеративных заболеваний, таких как болезнь Альцгеймера.

### Макрофаги
Команда Михаль Шварц была первой, кто обнаружил, что макрофаги костного мозга необходимы для восстановления центральной нервной системы (ЦНС), отменив давнюю догму о том, что иммунные клетки вредны для функции мозга. Эти открытия полностью изменили понимание роли макрофагов костного мозга в сдерживании заболеваний головного мозга.

### Аутоиммунитет
Михаль Шварц ввела концепцию защитного аутоиммунитета. С годами стало ясно, что адаптивный иммунитет необходим для облегчения рекрутирования иммунорегуляторных клеток.

### Мозговой гомеостаз
Команда Шварц обнаружила неожиданную роль адаптивных системных иммунных клеток и, в частности, Т-клеток, распознающих антигены мозга (защитные аутоиммунные Т-клетки), в поддержании когнитивных способностей здорового мозга, нейрогенезе на протяжении всей жизни и функциональной пластичности мозга.

### Сосудистое сплетение
Команда Шварца идентифицировала сосудистое сплетение головного мозга в пределах барьера между кровью и спинномозговой жидкостью как иммунологический интерфейс между мозгом и иммунной системой, выступающий в качестве ниши, в которой размещаются иммунные клетки, и в качестве физиологических входных ворот для лейкоцитов.

### Иммунотерапия
Открытие того, что адаптивный иммунитет играет ключевую роль в функционировании и восстановлении мозга, потребность в макрофагах костного мозга для устранения локального воспаления мозга, тот факт, что болезнь Альцгеймера (БА) и все формы деменции в основном являются возрастными заболеваниями, и тот факт, что иммунная система особенно страдает от старения, побудил Шварц предложить новый метод лечения деменции усилением системного иммунитета. Патенты Шварц на разработку такой иммунотерапии для лечения болезни Альцгеймера лицензированы стартапом — биофармацевтической компании Immnobrain Checkpoint, которую возглавляет Михаль Шварц. Компания ожидает клинических испытаний на пациентах с болезнью Альцгеймера, испытания будут частично поддержаны Национальным институтом старения, Национальными институтами здравоохранения США и Ассоциацией болезни Альцгеймера.

## Личная жизнь
В 1991 году вышла замуж за профессора Михаэля Айзенбаха, биохимика из Научного института Вейцмана. Мать четверых детей.